# 호안석

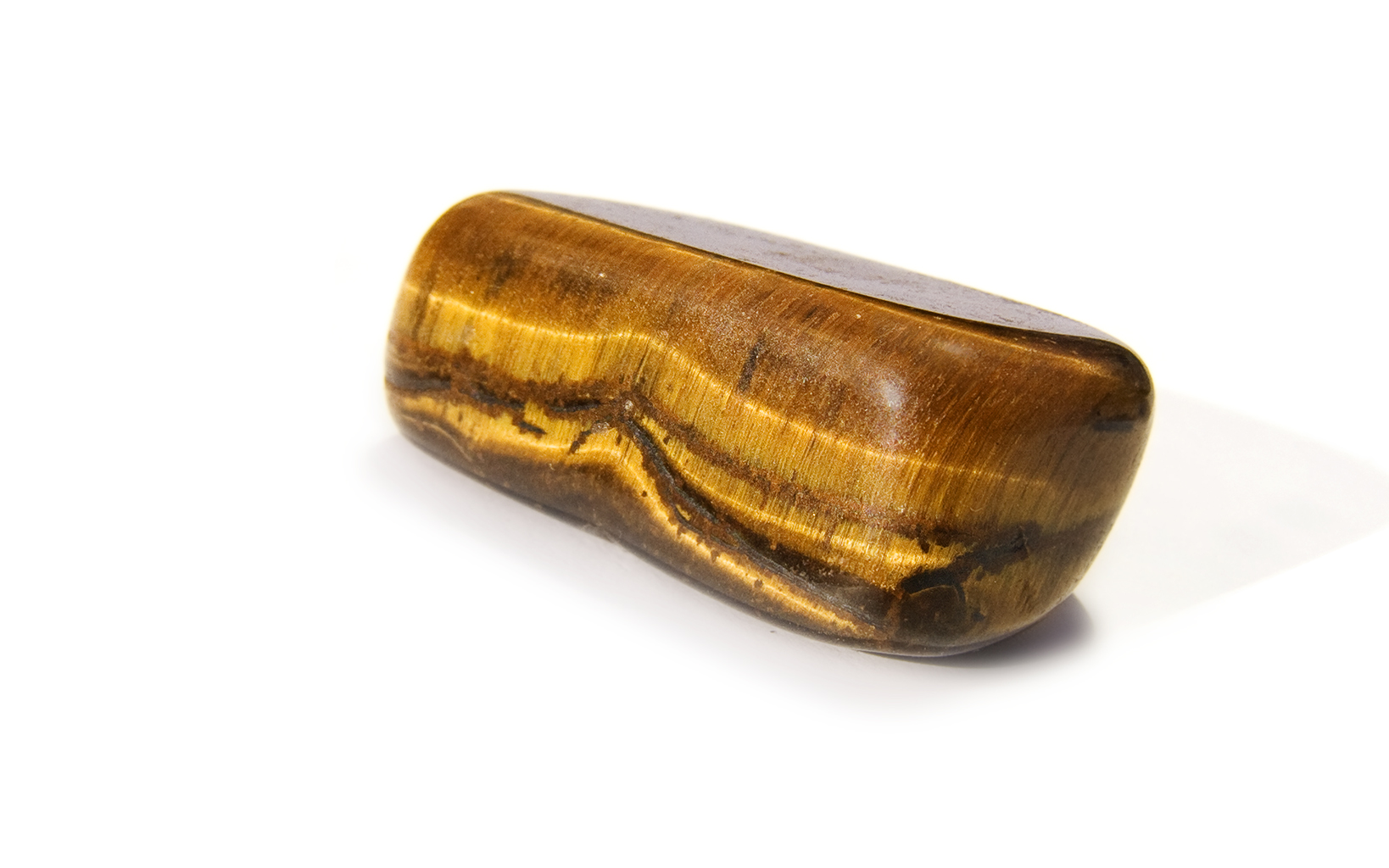
호안석 표본

호안석(虎眼石, 영어: Tiger's eye)은 변성암에 속하며 수지광택을 내는 적갈색 광물이자 보석의 일종이다. 구조식은 이산화규소(SiO2)와 동일하며, 석영 계열에 속한다.